# Xã Asylum, Quận Bradford, Pennsylvania
Xã Asylum (tiếng Anh: Asylum Township) là một xã thuộc quận Bradford, tiểu bang Pennsylvania, Hoa Kỳ. Năm 2010, dân số của xã này là 1.058 người.